# Компенсаційний сертифікат

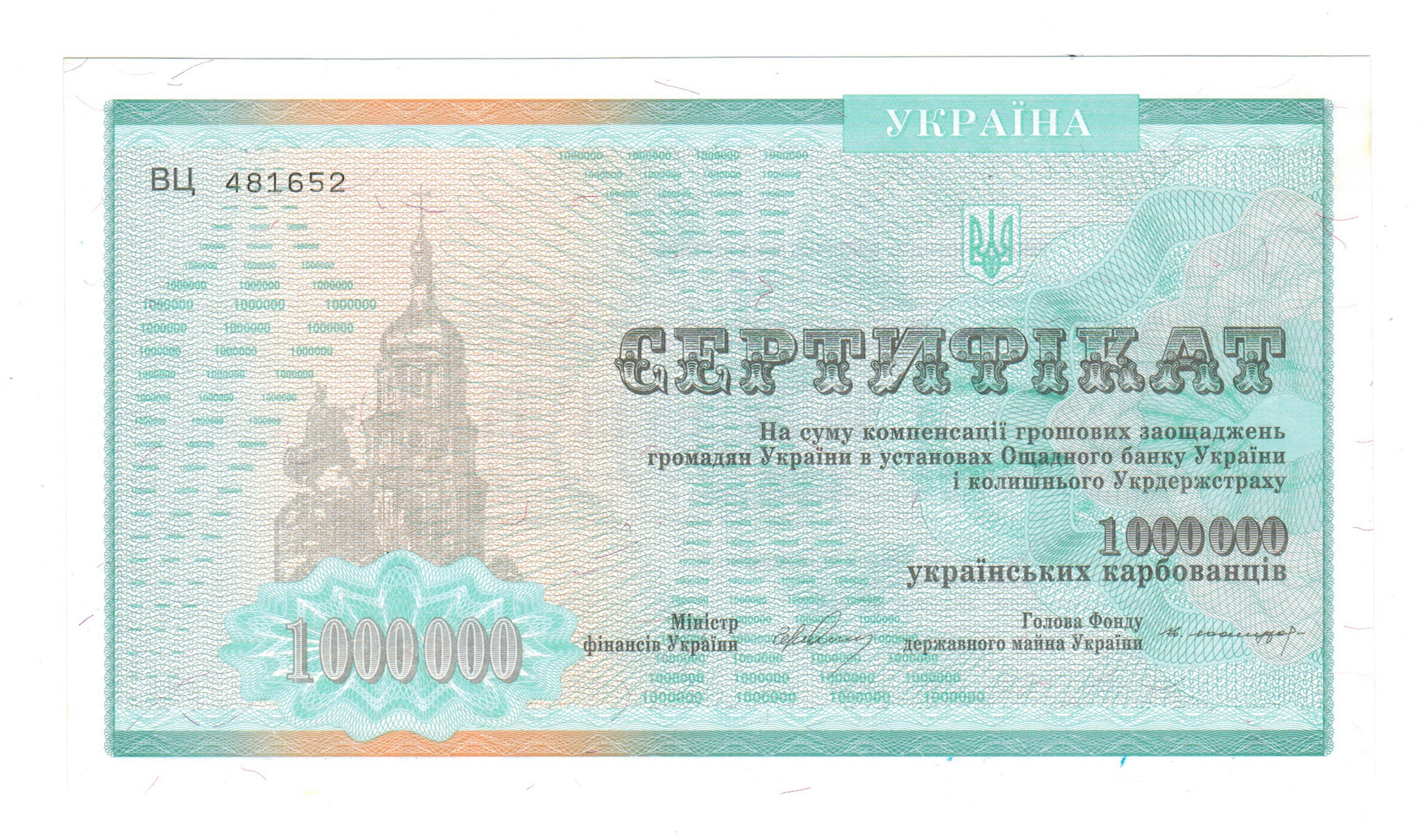
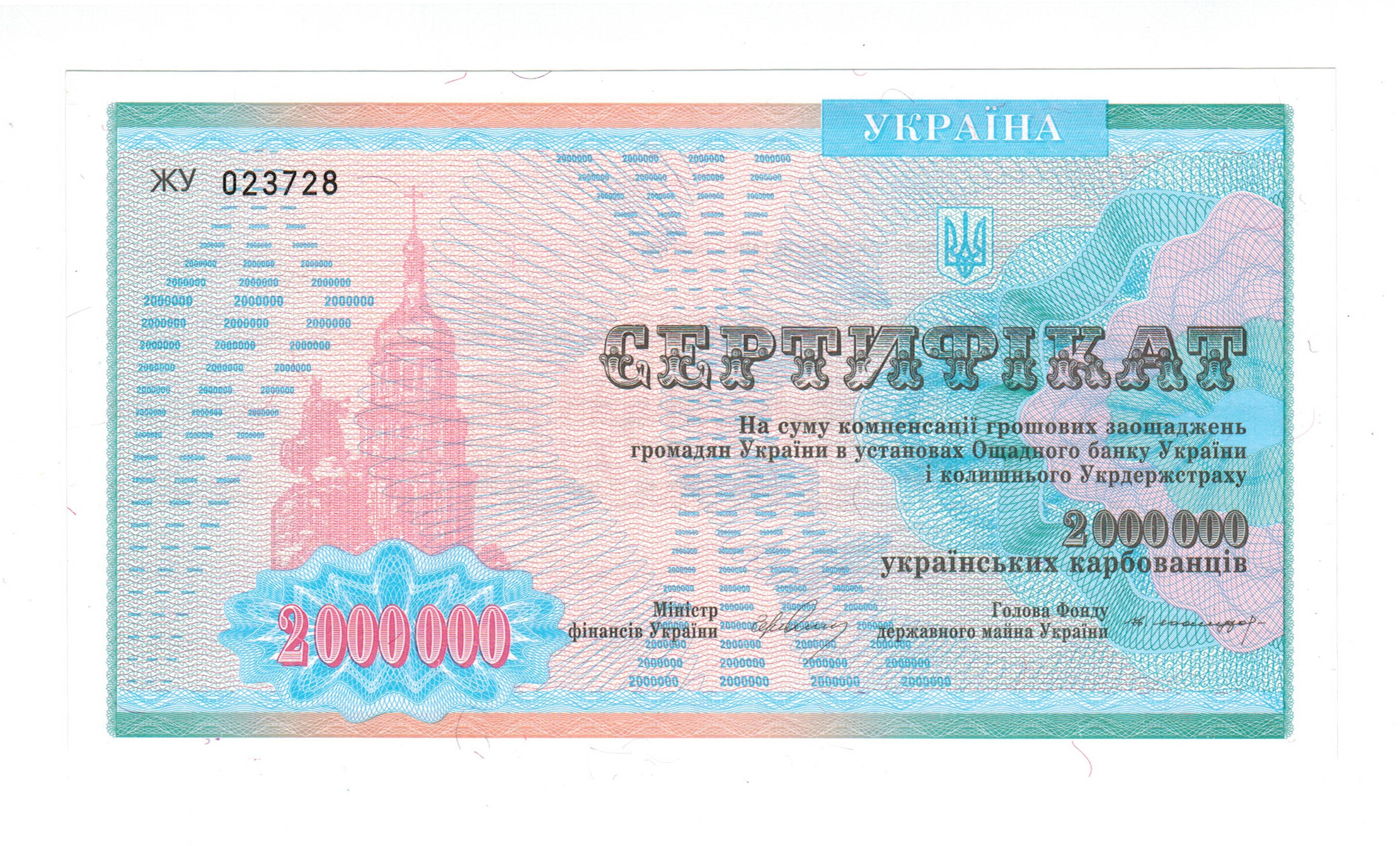
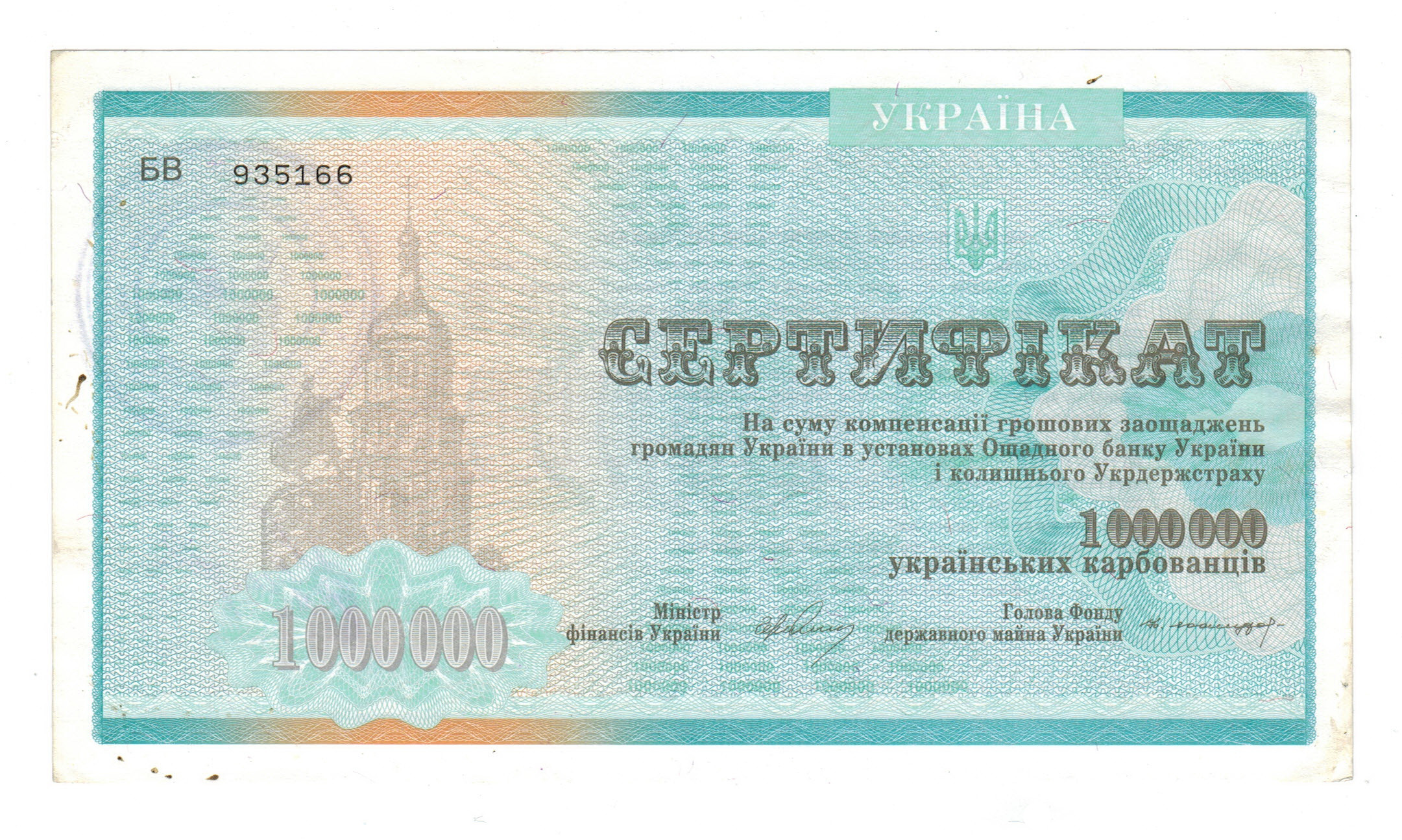
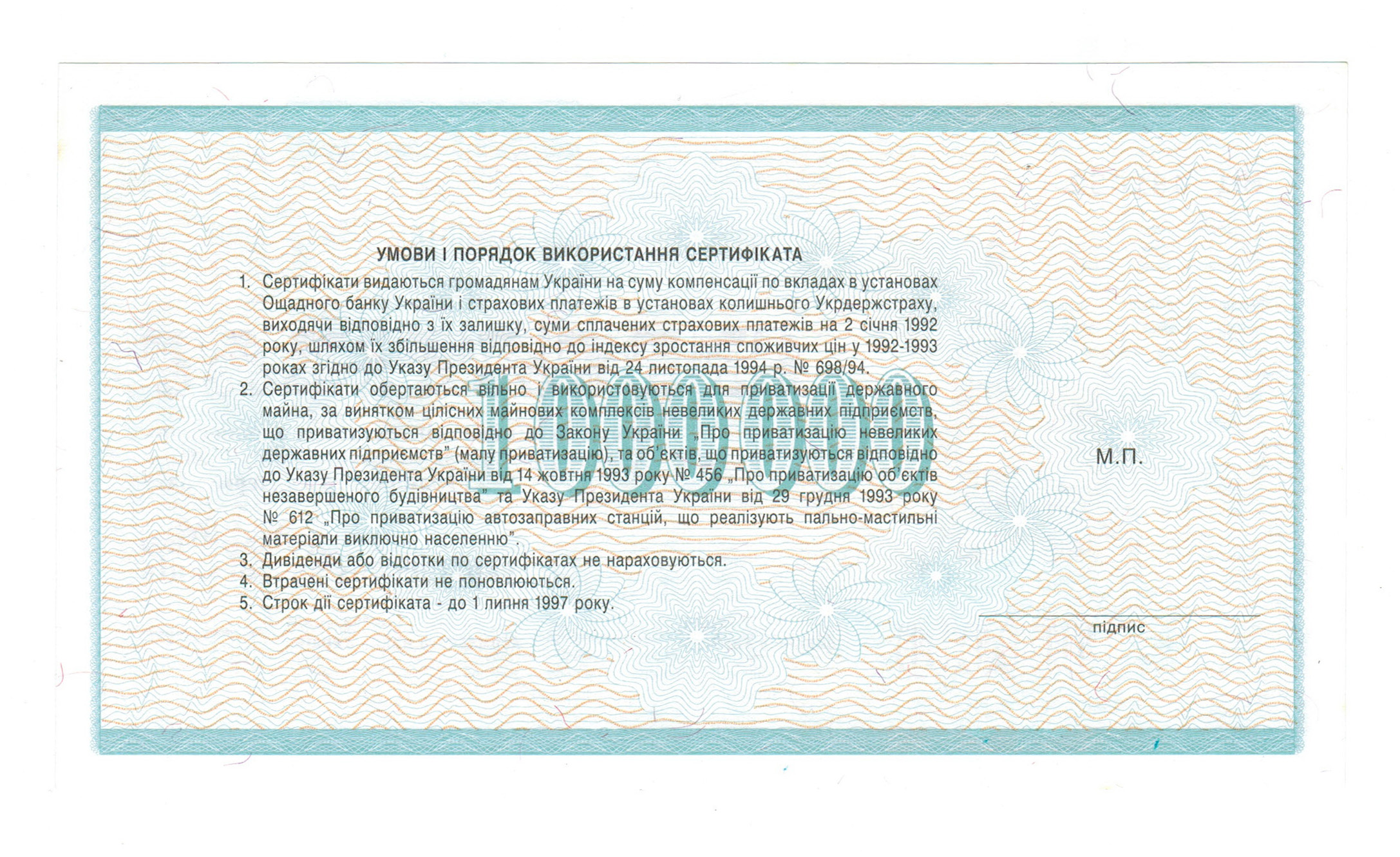
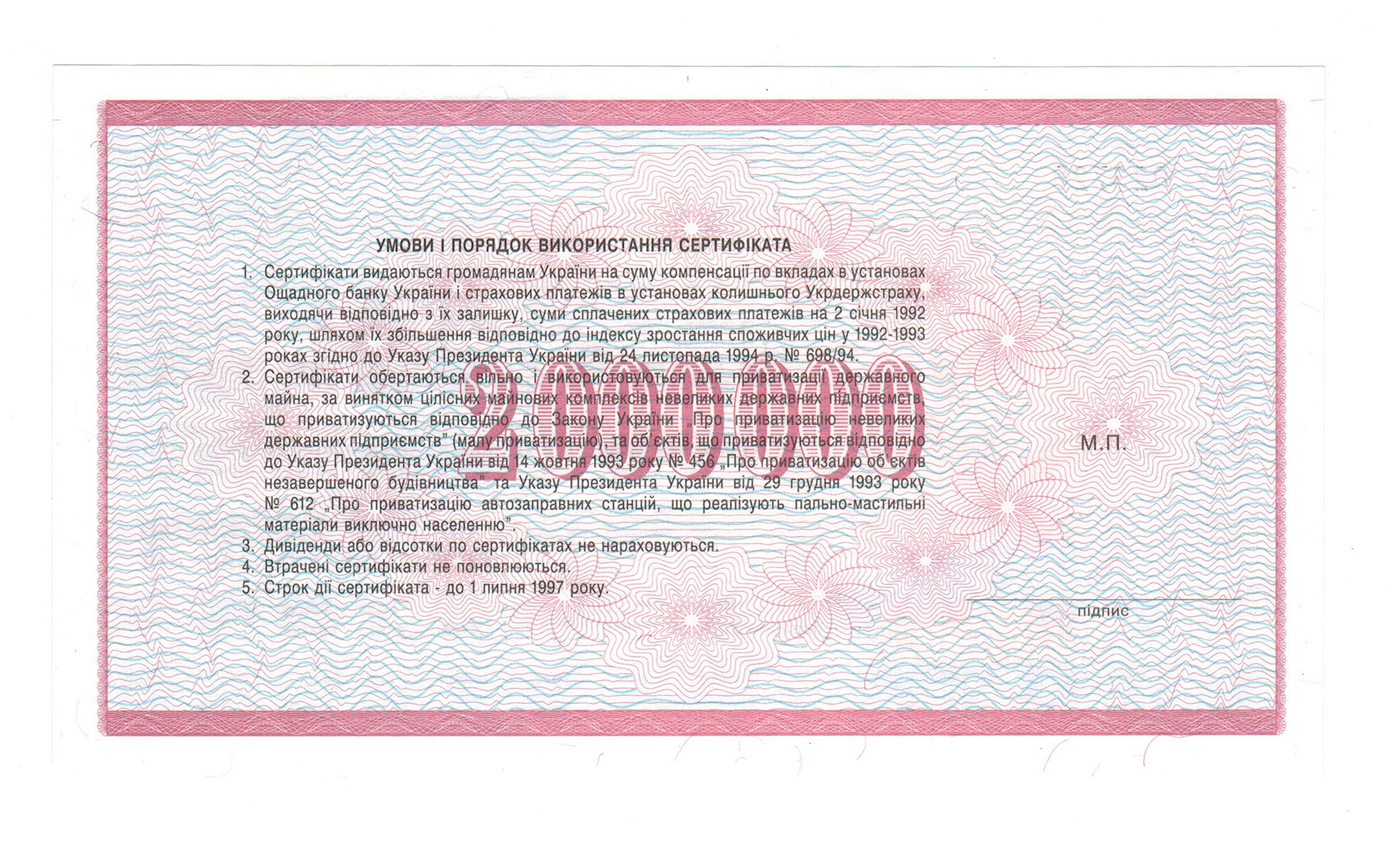
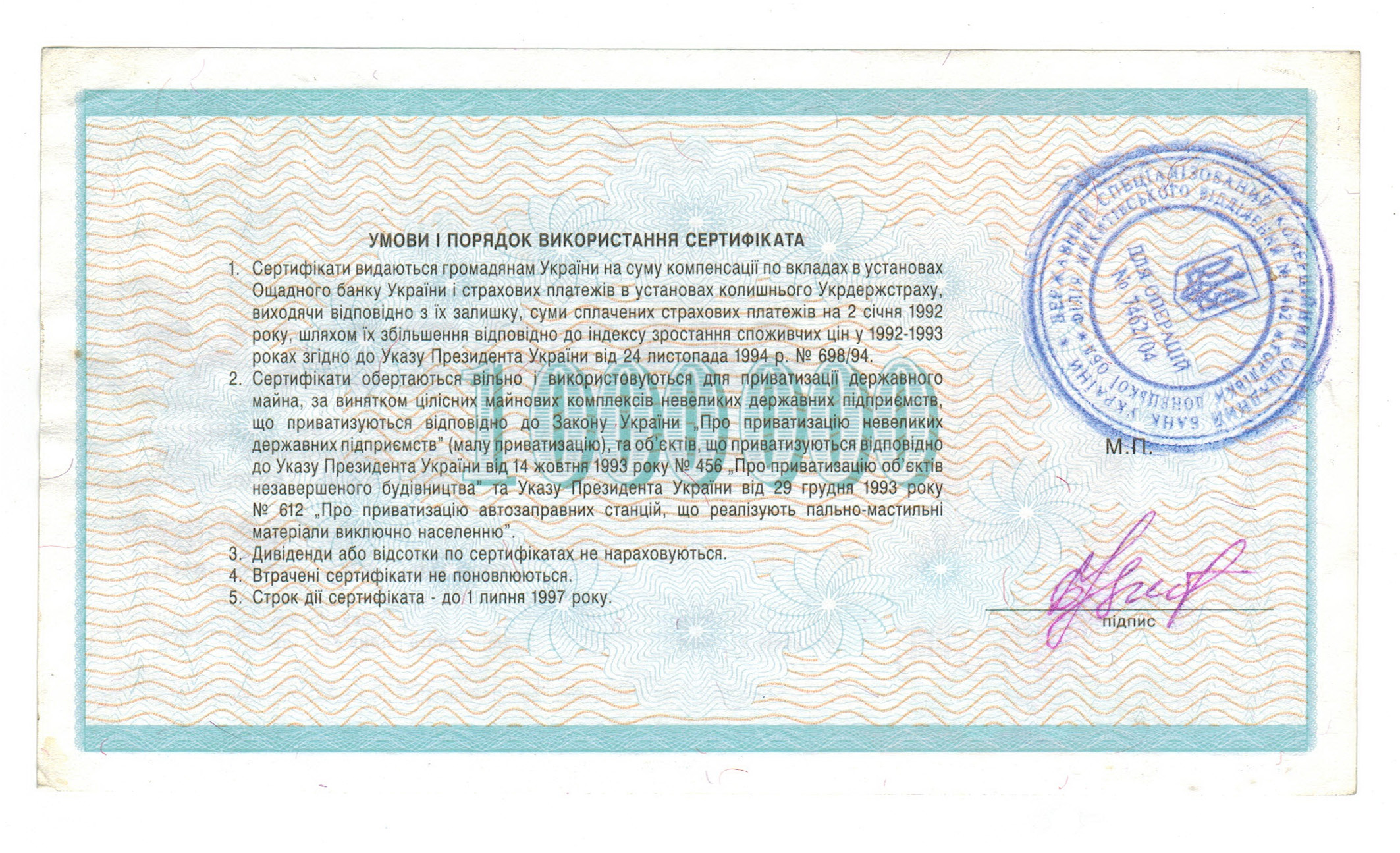

Компенсаці́́йний сертифіка́т (КС) — спеціальний платіжний засіб (але не цінний папір), який видавали громадянам України установи Ощадбанку та Національної страхової компанії «Оранта» як компенсацію за втрачені заощадження громадян України на рахунках в Ощадбанку та Укрдержстраху. КС дозволялося вільно купувати, продавати, дарувати, закладати та залишати у спадок, а також використовувати для придбання акцій підприємств, що приватизуються.
24 листопада 1994 Указом Президента України Л. Кучми проведено індексацію грошових заощаджень в установах Ощадного банку України і колишнього Укрдержстраху шляхом їх збільшення у 2200 разів. На суму індексації видавалися сертифікати. Ці сертифікати могли використовуватися для приватизації державного майна (за винятком малої приватизації, приватизації об'єктів незавершеного будівництва, АЗС). Строк дії сертифікатів завершився 31 грудня 1997 року.
За інформацією Національного банку України в обіг було випущено компенсаційних сертифікатів на суму 3335 млн гривень, або 335,5 млн штук мінімальним номіналом 10 гривень. Громадянами України було отримано 30% від загальної кількості випущених сертифікатів (тобто 97,3 млн штук).